# Показовое (Кировоградская область)
Показовое (укр. Показове) — село в Тишковской сельской общине Новоукраинского района Кировоградской области Украины.
До 2020 года входило в Добровеличковский район
Население по переписи 2001 года составляло 159 человек. Почтовый индекс — 27020. Телефонный код — 5253. Занимает площадь 1,048 км². Код КОАТУУ — 3521786703.